# 김기준
김기준(金基俊, 1957년 7월 4일 ~ )은 대한민국 파주 출신의 노동운동가이자 정치인이다.

## 생애
서울대학교 무역학과를 나온 그는 외환은행에 입행, 1997년 IMF때 외환은행 노조위원장으로 활동하며 노동운동에 본격적으로 뛰어들었다. 이후 금융노조 위원장, 금융경제연구소 이사장, 한국비정규노동센타 이사, 투기자본감시센터 운영위원 등을 지냈다. 2012년 제 19대 총선에 민주통합당 비례대표 후보로 출마하여 당선됐다. 2013년 3월에는 양천갑 지역위원장에 선출되었다. 2018년 12월 7일 이재명 경기도지사에게 제2대 경기도경제과학진흥원장으로 임명되었다.

## 학력
- 경기고등학교 졸업
- 서울대학교 사회과학대학 무역학 학사

## 전과
- 업무방해, 폭력행위등처벌에관한법률위반: 벌금 1500만원 - 2001년 7월 18일 선고[1]

## 역대 선거 결과
|  | 2.40% |

|  | 36.45% |

## 같이 보기
- 대한민국 제19대 국회의원 선거 민주통합당 후보 목록#비례대표